# Codrico
Codrico is een bedrijf dat sinds 1969 is gevestigd aan de Rijnhaven in Rotterdam. Het produceert halffabricaten voor de voedsel- en veevoederindustrie door het bewerken van mais, granen en andere landbouwproducten. In 2008 was het totale productievolume 200.000 ton. Na een faillissement in 2009 werd de onderneming privé-eigendom. Het bedrijf ging in 2017 een intensieve samenwerking aan met stad- en branchegenoot Meneba. Op 25 maart 2025 werd het bedrijf door de rechtbank Rotterdam failliet verklaard.
De fabriek is een bekend onderdeel van de skyline van Rotterdam, met name door een grote kubus op het dak die 's nachts heldergroen verlicht is.

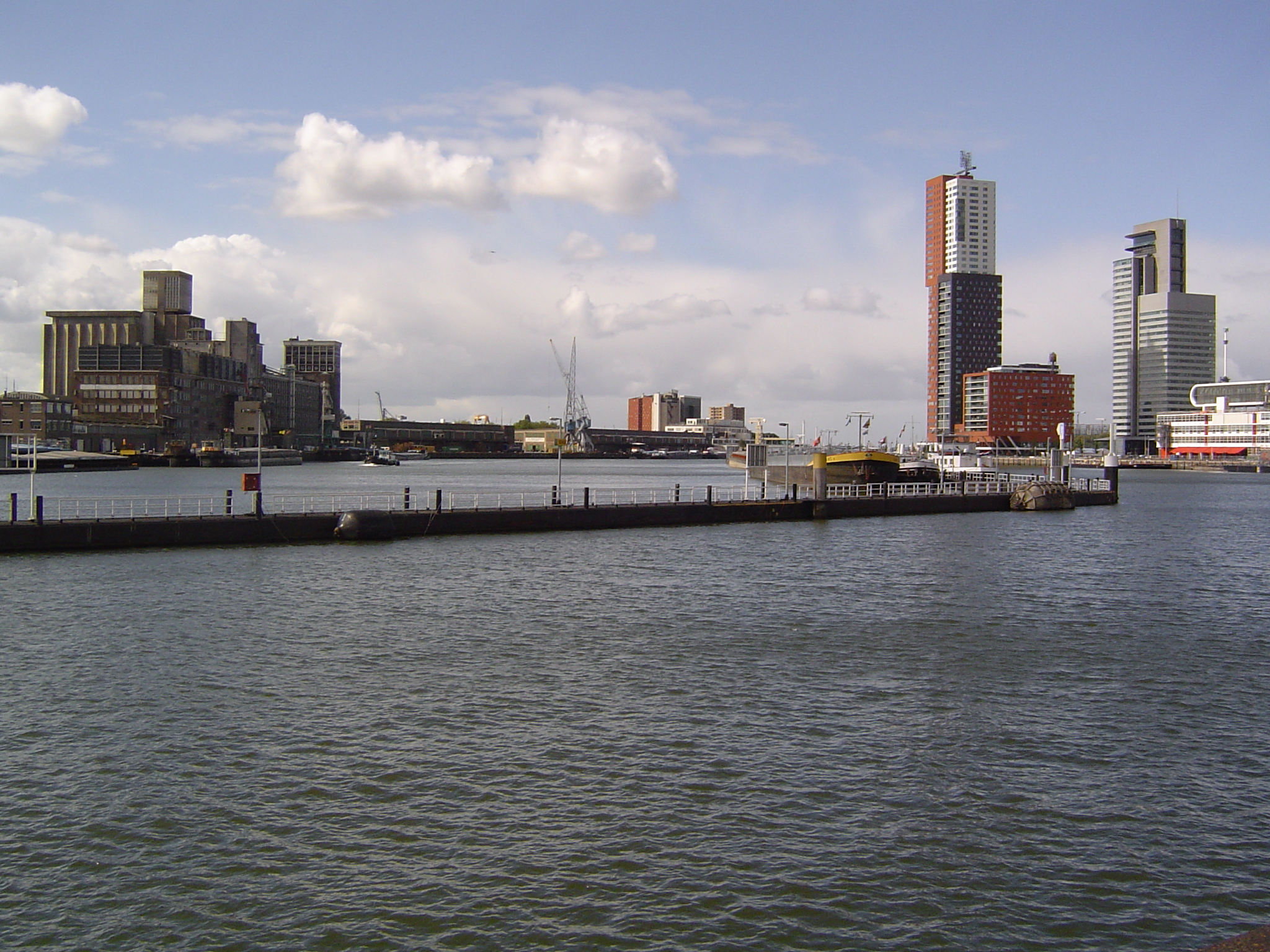
De Rijnhaven met links de Codricofabriek en rechts de Kop van Zuid